# Sarcolaena grandiflora
Sarcolaena grandiflora – gatunek rodzaju Sarcolaena z rodziny Sarcolaenaceae. Występującego naturalnie na Madagaskarze, na terenie dawnej prowincji Toamasina. 
Występuje na obszarze 4959 km². Naturalnym siedliskiem są lasy przybrzeżne.
Według Czerwonej Księgi jest gatunkiem krytycznie zagrożonym.